# Мирей Дарк
Мирей Дарк (на френски: Mireille Darc) е френска актриса, сценаристка, режисьорка и фотомодел.  През 2006 година става дама на Почетния легион на Франция.

## Биография
Родена е на 15 май 1938 г. в Тулон, Франция. Баща ѝ е градинар, а майка ѝ е продавачка в магазин за хранителни стоки. Завършва Консерваторията по драматични изкуства в Тулон, след което през 1959 г. се премества да живее в Париж в преследване на актьорска кариера.
В началото работи като модел, а след това получава малки роли. Дебютира в телевизията през 1960 г., а първата си голяма роля получава през 1964 г. във филма „Господинът“ с партньор Жан Габен. През 1966 г. получава първата си голяма награда за ролята във филма „Галя (Galia)“ на режисьора Жорж Лотнер, с когото ще направи общо 13 филма. За ролята си във филма Мирей бива заставена да се изруси и остава характерна блондинка до края на живота си. През 1966 г. получава прякора си „Големият скакалец“ (на френски: La Grande sauterelle) след участие в едноименния филм.
През 1968 г. среща Ален Делон и двамата остават заедно 15 години, като участват съвместно в повече от 7 филма. През 1970 г. Мирей Дарк поднася оригинален подарък на Ален Делон, написвайки сценарий за филм, посветен на идеалната съвременна любов, „Madly“, в който двамата изпълняват главните роли.
Мирей Дарк придобива огромна популярност с участието си като партньорка на Пиер Ришар в два филма на режисьора Ив Бернар, показвани с успех и в България, „Високият рус мъж с черната обувка“ (1972) и „Завръщането на високия рус мъж“ (1974).
През 1980 г. претърпява операция на сърцето, а през 1983 г. се разделя с Ален Делон. Мирей преживява тежко раздялата, по-късно през същата година претърпява автомобилна катастрофа, след което е обездвижена за три месеца заради фрактура на гръбначния стълб. Малко след това през същата година Мирей Дарк и Ален Делон се разделят окончателно.
През 1984 г. Мирей Дарк се омъжва за журналиста и автор Пиер Баре, който се разболява и умира 5 години по-късно. От 2002 г. е омъжена за архитекта Паскал Депре.
През 2003 г. Мирей Дарк и Ален Делон се снимат заедно в телевизионния сериал „Франк Рива“, а през 2006-2007 г. играят заедно на театралната сцена в „Мостовете на Медисън“, адаптация на романа на Робърт Джеймс Уолър.
През 2006 г. Мирей Дарк публикува автобиография със заглавие „Докато бие сърцето ми/Tant que battra mon coeur“, през същата година получава от президента на Франция Жак Ширак отличителните знаци на Дама на Ордена на почетния легион.
Мирей Дарк умира на 28 август 2017 г. в Париж.
Погребана е на 1 септември 2017 г. в гробището Монпарнас.

## Избрана филмография
| година | филм                              | оригинално заглавие                     | роля               | режисьор                 |
| ------ | --------------------------------- | --------------------------------------- | ------------------ | ------------------------ |
| 1965   | Важни персони                     | Les Bons Vivants                        | Мари Круше         | Жорж Лотнер, Жил Гранжие |
| 1968   | Женихът                           | Pouic-Pouic                             | Патрисию           | Жан Жиро                 |
| 1970   | Борсалино                         | Borsalino                               | проститутка        | Жак Дере                 |
| 1972   | Високият рус мъж с черната обувка | Le Grand Blond avec une chaussure noire | Кристин            | Ив Робер                 |
| 1974   | Борсалино и компания              | Borsalino and Co.                       | проститутка        | Жак Дере                 |
| 1981   | За кожата на едно ченге           | Pour la peau d'un flic                  | момиче на перехода | Ален Делон               |